# 鯛せんべい

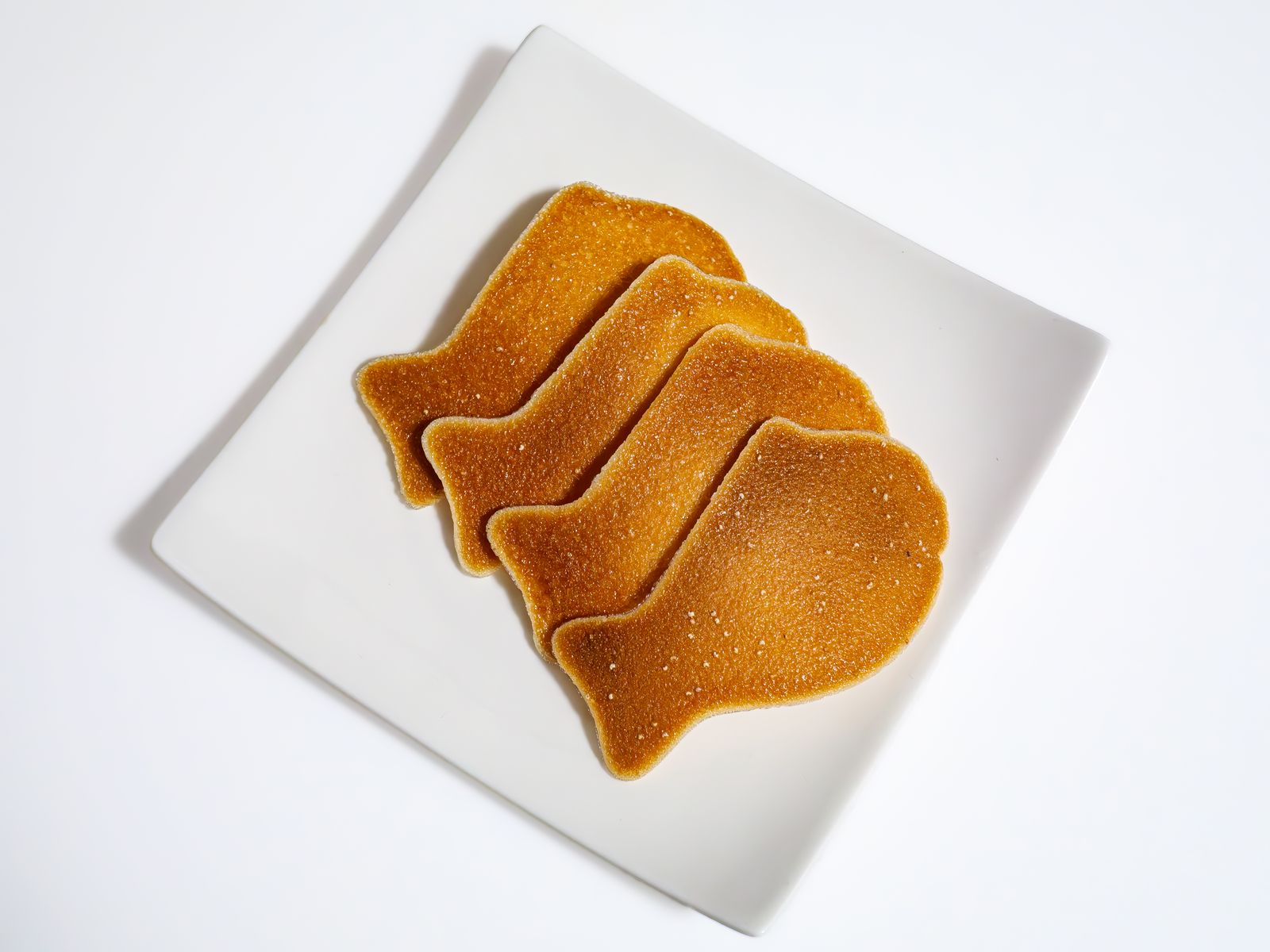
鯛せんべい

鯛せんべい(たいせんべい)は、大正時代より千葉県鴨川市小湊漁港・鯛の浦に因んで作られている郷土菓子。
原材料に砂糖、小麦粉、鶏卵、けしの実を使用し、手では割りづらいほどの硬さで、口当たりは焼き八ツ橋に似た、鯛の形をした甘いせんべい。

## 概要
鎌倉時代に小湊に誕生した日蓮聖人の霊蹟、「鯛の浦」に棲息する鯛が、輝く日の出の水鏡に跳躍する姿を表している。
最初はヒエや粟を材料にした、現在とは大分違ったものが作られていたが、大正の末から昭和の始めに上質の小麦粉、砂糖、卵等を使って鯛の姿を作り、白身を片側に表した活き作りの様式が取り入れられた。大鯛の跳躍を型どった“まげ具合”に独特の技術があり、かたち美しく郷土色豊かな銘菓としてお土産品に喜ばれている。
プレーン、シナモン味、抹茶味の鯛せんべいも作られており、多くの種類が考案されている。
鴨川市小湊以外でも駅やサービスエリアの売店でも売られている事がある。

## 起源・由来
『文永元年10月（1264年）、日蓮宗の開祖日蓮が、父祖の供養のため鴨川へ帰ったおり、海に向かって祈り南無妙法蓮華経の題目を書いた。その後、波の上にその文字が現れ、同時に多数の鯛が寄り集まって、その題目を食べ尽くしてしまった。住民達は奇跡に驚き、以来、鯛を聖人の生き姿と考えて信仰、殺傷禁断の聖地とし、数百年間餌を供して守護し続けてきた。』という伝説に由来する。現在では国の特別天然記念物に指定されている。
その鯛に因み大正時代に町内の「鈴木屋洋物店」店主、鈴木貞作が観光地に相応しい銘菓をと提案し、天津小湊の「廣木堂」（現在は製造していない）で「小湊名物 元祖 鯛焼煎餅」として作られたのが鯛せんべいの始まりとされている。
「妙の浦」の鯛は禁漁となっており、また現在と違って流通の発達していなかった当時の事、思案の末、せめて形だけでもと、妙の浦の朝日輝く波間に跳ねる大鯛を模して考案された。当時は小麦粉に砂糖を加え、鯛の鱗に見立てた白胡麻をまぶして焼いていた。後に口あたりをよくするために鶏卵を加え、白胡麻をけしの実に変えるなど試行錯誤が繰り返され戦後、現在の姿に落ち着いた。

## 特徴
原材料には主に砂糖、小麦粉、鶏卵、けしの実を使用。手では割りづらいほどの硬さで、口当たりは焼き八ツ橋に似ている。鯛の鱗に見立てた白胡麻をまぶして焼いた面と反対側はお店の名が入っている。鯛の形をした甘いせんべい。焼き上がった鯛せんべいを形から剥がし反りをつける工程は、複雑なため手作業にて行う。

### 独特の製法
柔らかめの種を図柄入の銅型に薄く流し入れて焼き上げる。その際、裏面が白くなる様に、下火をほとんど使わず、ほぼ上火のみを用いる為、型にくっついてしまい、手作業以外では綺麗に剥がす事ができない。テフロン加工の型を使ったり、離型油脂を多めに使用すれば、剥がれは良くなるが、種が柔らかく薄いため、表面張力により縮んでしまうので、わざと型にくっつけて縮むのを防いでいる。剥がれは悪くなるので、焼きあがり直後のまだ熱いうちに、「目打ち」という先の尖った道具で剥がし、木製のトイ型の上に並べて反りを付ける。オーブンの温度は約250℃。職人の手によって一枚一枚製造されていることが一般的である。

## 主な製造販売企業
表記内容は左から順に、企業名（企業名と異なる屋号がある場合、丸括弧（ ）内に記す）、個別商品の代表例（鉤括弧「 」内）。
- 亀屋本店「亀屋の鯛せんべい」
  - プレーン味の他、シナモン・チョコレート・桜葉の4種類の鯛せんべいを製造・販売。桜葉風味・チョコレート味には最高級のチョコレート「クーベ・チュール」を使用。
- 鎌田製菓有限会社「カマタの鯛せんべい[3]」
  - 廣木堂から受け継いだ技術を守り、伝えていく事を使命と考え、手作業にこだわった鯛せんべい。
- 有限会社石渡製菓「石渡の鯛せんべい」
  - 昔ながらの手作りで、一枚一枚心を込め丹念に焼き上げている。プレーン、シナモン味、抹茶味の3種。